# Mohamed Bangura
 Mohamed Bangura, född den 27 juli 1989 i Kambia, Sierra Leone, är en sierraleonsk professionell fotbollsspelare.
Bangura debuterade i Sierra Leones landslag i början av 2010.

## Karriär

### Kallon FC
Mohamed Bangura började sin ungdomskarriär i Kallon FC i Sierra Leones huvudstad Freetown.

### IFK Värnamo
Den 19 mars 2010 meddelade IFK Värnamo i Division 1 Södra att man värvat Mohamed Bangura och Atakora Lalawele (Togo) på lån. Banguras insatser, med 12 mål och 2 assist på 13 matcher, föranledde att flera klubbar blev intresserade.

### AIK
Den 19 juli 2010 meddelade AIK att man värvat Bangura på ett 3,5-årskontrakt. Det stod också klart att inte bara AIK varit ute efter Bangura. Örebro SK, som då låg betydligt bättre till i Allsvenskan, hade visat stort intresse, men valde att avvakta i och med att Bangura råkat ut för en skada. Den 24 juli 2010 gjorde Bangura sin debut i Allsvenskan borta mot Malmö FF genom ett inhopp i den 74:e minuten och 4 dagar senare spelade han från start i UEFA Champions League-mötet hemma mot Rosenborg BK. Matchen vanns av Rosenborg med 1–0, och trots att målen uteblev fick Bangura mycket beröm för sin insats och sades vara en av få ljusglimtar hos hemmalaget. 
Den 8 augusti 2010 gjorde Bangura sina två första allsvenska mål för AIK och blev matchvinnare i en match mot IF Brommapojkarna på Råsundastadion som AIK vann med 2–1.

### Celtic
Den 30 augusti 2011, innan Allsvenskans 24:e omgång, meddelade AIK att man sålt Bangura till skotska Celtic FC och att affären var klubbens dittills näst största genom alla tider. Endast landsmannen, och namnen, Teteh Banguras övergång till turkiska Bursaspor veckorna innan hade vid tiden för övergången varit större ekonomiskt sett. Obekräftade uppgifter i media uppskattade affärens värde till ca 22 miljoner kronor.

### IF Elfsborg
I januari 2013 offentliggjordes att Bangura, precis som under höstsäsongen 2012, åter skulle spela i Allsvenskan. Också denna gång skulle det ske på lån, men klubben han nu skulle representera var IF Elfsborg.

### AIK
I december 2014 annonserades det att Bangura återvände till AIK Fotboll på ett 2-års-kontrakt med en option för ett tredje år. Banguras tävlingsdebut i återkomsten skedde den 21 februari 2015 när AIK mötte Landskrona BoIS i den Svenska cupen, Bangura stod för 1 mål i matchen som laget vann med 4–0.

### Akropolis IF
Den 4 april 2018 skrev Bangura på för division 1-klubben Akropolis IF.

## Meriter
Sierra Leone
- Första landskampen mot Senegal i januari 2010.